# Innocente Bellavite
Innocente Bellavite (auch Belavite, Bellavita, Bellavitta; * 1690 in Verona; † 9. Juni 1762 ebenda) war ein italienischer Maler, Bühnenbildner und Theaterarchitekt des Barock.

## Leben
Innocente Bellavite stammte aus einer in Verona ansässigen Goldschmiedefamilie. In seiner Geburtsstadt betrieb Bellavite auch seine Studien der Malerei, bevor er mit seiner Familie nach Venedig zog, wo sein Aufenthalt 1717 aufgrund kirchlicher Aufzeichnungen belegt ist.
1720 schuf Bellavite in Venedig Bühnenbilder am Teatro San Giovanni Crisostomo. Ab 1721 arbeitete er gleichzeitig in Turin am Teatro Regio und am Piccolo Teatro del Rondò als Bühnenbildner. Seine mittlerweile gewachsene Bekanntheit führte Bellavite 1720 nach Kopenhagen, 1725 nach Prag in die Dienste des Grafen Franz Anton von Sporck sowie 1730–1732 und nochmals 1737 nach Stuttgart, wo er für die Ausstattung des Opern- und Komödienhauses unterrichtend tätig war. Gemeinsam mit dem am Bau des Residenzschlosses Ludwigsburg beteiligten Giuseppe Baroffio erstellte Bellavite ein Modell für ein kleines Hoftheater, welches dort jedoch erst später und nach anderen Entwürfen eingerichtet wurde.
Zwischen 1739 und 1742 war Bellavite wieder in Italien tätig. In Turin arbeitete er erneut als Bühnenbildner am Teatro Regio und am Teatro Carignano sowie als Dekorationsmaler beim Bau des Jagdschlosses Stupinigi. Zeitgleich wirkte er in Mailand gemeinsam mit zwei seiner Schüler am Teatro Regio-Ducale, dem Vorgängerbau des Teatro alla Scala. In Brescia wurde Bellavite neben weiteren namhaften Künstlern mit der Modernisierung des Theaters beauftragt.
Ab 1746 war Innocente Bellavite wieder außerhalb Italiens beschäftigt und arbeitete als Bühnenmaler in Prag und Berlin. In der preußischen Hauptstadt leitete Bellavite zusammen mit Jacob Fabris unter Giuseppe Galli da Bibiena und dessen Sohn Carlo bis 1756 die Werkstatt für Bühnenbilder am Hoftheater Friedrichs II. Darüber hinaus arbeitete er ebenso für das nach Plänen Georg Wenzeslaus von Knobelsdorffs eingerichtete Theater im Potsdamer Stadtschloss. In Potsdam wurde Bellavite durch Friedrich II. auch die Überarbeitung von Knobelsdorffs Entwurf für den Prospekt künstlicher Ruinen auf dem Ruinenberg bei Sanssouci übertragen.
Nach seiner Tätigkeit in Preußen arbeitete Bellavite bis zum Ende seines Lebens als Maler und Dekorateur in Verona, wo er 1762 starb.

## Werke
Bellavitas Werk als Bühnenbildner ist heute nurmehr aufgrund seiner häufigen Erwähnung in zeitgenössischen Opernlibretti fassbar. Erhalten blieben acht signierte Zeichnungen zur 1721 am Teatro San Giovanni Crisostomo aufgeführten Oper Lucio Papirio Dittatore von Antonio Pollarolo. 1753 schuf Bellavite gemeinsam mit Giuseppe Galli da Bibiena die Bühnenbilder zur Uraufführung der Oper „Silla“ am Berliner Opernhaus. Im gleichen Jahr erfolgte ein Umbau des Theaters im Berliner Schloss nach seinen Plänen. Diese Arbeit wurde von Gotthold Ephraim Lessing allerdings stark kritisiert: „Der Dekorateur, Herr Bellavita, besitzt auch noch nicht die gehörige Fertigkeit in seiner Kunst. Mehr als einmal haben seine Maschinen den Operisten fast das Leben gekostet.“
Sein malerisches Schaffen ist ebenfalls nur lückenhaft dokumentiert. Dazu gehörten 1897 beseitigte Supraporten im von Benedetto Alfieri entworfenen Palazzo Magnocavallo in Casale Monferrato, perspektivische Malereien in den Veroneser Palazzi Crivelli und Tommasini sowie ein im dortigen Dominikanerkloster Sant’Anastasia befindlicher Fries, der 1807 zerstört wurde. Außerdem ist ein inzwischen verlorenes, im 18. Jahrhundert im Besitz seines Urenkels nachgewiesenes Selbstporträt des Innocente Bellavite belegt.
Die Kunstbibliothek der Staatlichen Museen zu Berlin besitzt den erhaltenen Teilentwurf eines Bühnenprospekts (um 1750). Im Regensburger Schloss Thurn und Taxis befinden sich zwei Bellavite zugeschriebene römische Ruinenlandschaften von 1730. Zur Sammlung der Stiftung Preußische Schlösser und Gärten Berlin-Brandenburg gehören Landschafts- und Ruinengemälde, die ebenfalls seinem Schaffen zugerechnet werden.